# 27e cérémonie des Chicago Film Critics Association Awards
La 27e cérémonie des Chicago Film Critics Association Awards (CFCA Awards), décernés par la Chicago Film Critics Association, a eu lieu le 15 décembre 2014, et a récompensé les films réalisés dans l'année,,.

## Palmarès

### Meilleur film
- Boyhood
  - Birdman
  - The Grand Budapest Hotel
  - Under the Skin
  - Whiplash

### Meilleur réalisateur
- Richard Linklater pour Boyhood
  - Wes Anderson pour The Grand Budapest Hotel
  - David Fincher pour Gone Girl
  - Alejandro González Iñárritu pour Birdman
  - Christopher Nolan pour Interstellar

### Meilleur acteur
- Michael Keaton pour le rôle de Riggan Thomson dans Birdman
  - Benedict Cumberbatch pour le rôle d'Alan Turing dans Imitation Game (The Imitation Game)
  - Jake Gyllenhaal pour le rôle de Lou Bloom dans Night Call (Nightcrawler)
  - David Oyelowo pour le rôle de Martin Luther King dans Selma
  - Eddie Redmayne pour le rôle de Stephen Hawking dans Une merveilleuse histoire du temps (The Theory of Everything)

### Meilleure actrice
- Julianne Moore pour le rôle du Dr Alice Howland dans Still Alice
  - Marion Cotillard pour le rôle de Sandra dans Deux jours, une nuit
  - Scarlett Johansson pour le rôle de Laura dans Under the Skin
  - Rosamund Pike pour le rôle d'Amy Dunne dans Gone Girl
  - Reese Witherspoon pour le rôle de Cheryl Strayed dans Wild

### Meilleur acteur dans un second rôle
- J.K. Simmons pour le rôle de Terence Fletcher dans Whiplash
  - Josh Brolin pour le rôle de Bigfoot Bjornsen dans Inherent Vice
  - Ethan Hawke pour le rôle de Mason Sr. dans Boyhood
  - Edward Norton pour le rôle de Mike Shiner dans Birdman
  - Mark Ruffalo pour le rôle de Dave Schultz dans Foxcatcher

### Meilleure actrice dans un second rôle
- Patricia Arquette pour le rôle d'Olivia dans Boyhood
  - Jessica Chastain pour le rôle d'Anna Morales dans A Most Violent Year
  - Laura Dern pour le rôle de Bobbi dans Wild
  - Agata Kulesza pour le rôle de Wanda Gruz dans Ida
  - Emma Stone pour le rôle de Sam Thomson dans Birdman

### Acteur le plus prometteur
- Jack O'Connell pour le rôle d'Éric dans Les Poings contre les murs (Starred Up) et de Louis Zamperini dans Invincible (Unbroken)
  - Ellar Coltrane pour le rôle de Mason Jr. dans Boyhood
  - Gugu Mbatha-Raw pour le rôle de Dido Elizabeth Belle dans Belle
  - Tony Revolori pour le rôle de Zero Moustafa dans The Grand Budapest Hotel
  - Jenny Slate pour le rôle de Donna Stern dans Obvious Child
  - Agata Trzebuchowska pour le rôle de sœur Anna dans Ida

### Réalisateur le plus prometteur
- Damien Chazelle pour Whiplash
  - Dan Gilroy pour Night Call (Nightcrawler)
  - Jennifer Kent pour Mister Babadook (The Babadook)
  - Jeremy Saulnier pour Blue Ruin
  - Justin Simien pour Dear White People

### Meilleur scénario original
- The Grand Budapest Hotel – Wes Anderson
  - Birdman – Alejandro G. Inarritu, Nicolas Giacobone, Alexander Dinelaris et Armando Bo
  - Boyhood – Richard Linklater
  - Calvary – John Michael McDonagh
  - Whiplash – Damien Chazelle

### Meilleur scénario adapté
- Gone Girl – Gillian Flynn
  - Imitation Game (The Imitation Game) – Graham Moore
  - Inherent Vice – Paul Thomas Anderson
  - Under the Skin – Walter Campbell et Jonathan Glazer
  - Wild – Nick Hornby

### Meilleure direction artistique
- The Grand Budapest Hotel – Wes Anderson
  - Interstellar – Christopher Nolan
  - Into the Woods – Rob Marshall
  - Only Lovers Left Alive – Jim Jarmusch
  - Snowpiercer, le Transperceneige (설국열차) – Bong Joon-ho

### Meilleure photographie
(ex æquo)
- Birdman – Emmanuel Lubezki
- The Grand Budapest Hotel – Robert Yeoman
  - Ida – Ryszard Lenczewski et Łukasz Żal
  - Inherent Vice – Robert Elswit
  - Interstellar – Hoyte Van Hoytema

### Meilleur montage
- Whiplash – Tom Cross
  - Birdman – Douglas Crise et Stephen Mirrione
  - Boyhood – Sandra Adair
  - Gone Girl – Kirk Baxter
  - The Grand Budapest Hotel – Barney Pilling (en)

### Meilleure musique de film
- Under the Skin – Mica Levi
  - Birdman – Antonio Sánchez
  - The Grand Budapest Hotel – Alexandre Desplat
  - The Imitation Game – Alexandre Desplat
  - Interstellar – Hans Zimmer

### Meilleur film en langue étrangère
- Force majeure (Turist)  Suède  France  Norvège
  - Deux jours, une nuit  Belgique  Italie  France
  - Ida  Pologne
  - Mommy  Canada
  - The Raid 2  Indonésie  États-Unis

### Meilleur film d'animation
- La Grande Aventure Lego (The Lego Movie)
  - Les Boxtrolls (The Boxtrolls)
  - Le Conte de la princesse Kaguya (かぐや姫の物語)
  - Dragons 2 (How to Train Your Dragon 2)
  - Les Nouveaux Héros (Big Hero 6)

### Meilleur film documentaire
- Life Itself
  - Citizenfour
  - Jodorowsky's Dune
  - Last Days in Vietnam
  - The Overnighters